# Attila Till
Pour les articles homonymes, voir Till.
Dans le nom hongrois Till Attila, le nom de famille précède le prénom, mais cet article utilise l’ordre habituel en français Attila Till, où le prénom précède le nom.
Attila Till, né à Budapest (Hongrie) le 3 décembre 1971, est un reporter, présentateur et réalisateur hongrois.

## Biographie
Attila Till est diplômé de l'université hongroise des beaux-arts. Il se tourne également vers la télévision où il présente des émissions culturelles. Il commence sa carrière à la télévision en 1994 chez M1 avant de travailler pour TV3 où il présente notamment 72 óra, émission pour laquelle il est récompensé en 1999 du Prix annuel du reporter au Festival Kamera Hungária.
En 2007, il reçoit la Croix d'Or de l'ordre du Mérite de la République de Hongrie.

## Filmographie

### Au cinéma
- 2008 : Panic (Pánik)
- 2011 : Beast (film  (Csicska)
- 2016 : Tiszta szívvel (Roues libres)

## Récompenses et distinctions
- Festival international du film de Stockholm 2011 : Cheval de bronze du meilleur court-métrage pour Csicska
- Festival du film de court-métrage de Tampere 2012 : prix UIP Tampere (European Short Film) pour Csicska
- Festival international du film de Thessalonique 2016 : Alexandre d'or pour Tiszta szívvel